# Солунски албански клуб
Солунският албански клуб е политическа организация на албанците в Солун, център на Солунския вилает на Османската империя, съществувала в 1908 – 1909 година.
Клубът се появява след позволяването на легалната политическа дейност след Младотурската революция от юли 1908 година. Основан е от висши вилаетски чиновници албанци. Начело на клуба е Митхат Фрашъри, директор на политическия отдел на вилаетската управа. Такива клубове възникват и в другите два вилаетски центъра - Битоля и Скопие, а по-късно и в Дебър. Солунският и Скопският албански клуб представляват проосманското течение в албанската политика, а Битолският – националистическото. Солунският клуб има своя програма и действа независимо от другите. Основната им задача е отваряне на албански училища и решаване на въпроса с писмеността – латинската, арабската или гръцката ще бъде избрана за албанския език. На следната 1909 година в клубовете се формират и тайни революционни комитети за въоръжени акции.
С прилагането на член № 4 от Закона за сдруженията, забраняващ организации с етнически характер, Солунският клуб се разпуска.